# Giovanni La Via
Giovanni La Via (Catania, 28 giugno 1963) è un politico italiano, europarlamentare dal 2009 al 2019 e presidente della Commissione per l'ambiente, la sanità pubblica e la sicurezza alimentare del Parlamento europeo nella prima metà dell'VIII legislatura.
Dal luglio 2006 al maggio 2009 ha ricoperto l'incarico di assessore regionale tecnico per l'agricoltura e le foreste della Regione Siciliana nella II Giunta Cuffaro (2006-2008) e confermato nella I Giunta Lombardo (2008-2009).

## Biografia

### Attività scientifica
Nel 1990 è ricercatore universitario, nel 1994 diventa professore associato di economia e politica agraria presso l'Università degli Studi di Messina e nel 2001 professore ordinario presso la Facoltà di Agraria dell'Università degli Studi di Catania.
Dal 2002 è chiamato a dirigere il Dipartimento di Scienze Economico-Agrarie ed Estimative, dopo aver presieduto il Corso di Laurea in Scienze e Tecnologie Alimentari dal 1996 al 2002.
Coordina vari progetti di ricerca attinenti alle diverse filiere agroalimentari presenti in Sicilia ed è autore di numerose monografie ed articoli pubblicati su riviste economiche a carattere nazionale ed internazionale.

### Attività politica

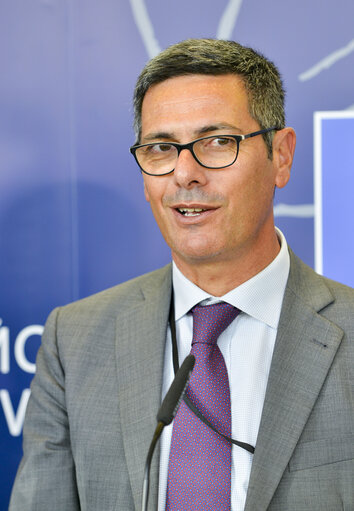
Giovanni La Via

A luglio 2006 viene nominato assessore Regionale tecnico, con delega all'Agricoltura e alle Foreste, nella XIV legislatura dell'Assemblea Regionale Siciliana nella II Giunta Cuffaro (2006-2008), incarico nel quale verrà riconfermato nella successiva legislatura, nel 2008 nella I Giunta Lombardo (2008-2009). Esce nella II Giunta Lombardo nel dicembre 2008.
Viene eletto al Parlamento europeo nel 2009 con 145.745 preferenze nella lista del PdL nella Circoscrizione Italia Insulare. È iscritto al Gruppo del Partito Popolare Europeo ed è membro della commissione permanente per i Bilanci e della commissione permanente per l'Agricoltura e lo sviluppo rurale. È membro della Delegazione alla commissione di cooperazione parlamentare Ue-Moldova e della Delegazione all'Assemblea parlamentare Euronest.
Il 27 settembre 2011 è nominato relatore per il Parlamento europeo sulla proposta legislativa riguardante il finanziamento, la gestione ed il monitoraggio della Politica Agricola Comune (PAC). Il 25 gennaio 2012 riceve l'incarico di relatore per il Parlamento europeo del Bilancio generale dell'Unione europea per l'esercizio finanziario del 2013.
Il 5 febbraio 2013 è nominato nuovo Capodelegazione del PdL nel PPE al Parlamento europeo subentrando al dimissionario Mario Mauro passato con Scelta Civica per l'Italia del Premier Mario Monti.
Il 16 novembre 2013, con la sospensione delle attività del Popolo della Libertà, aderisce al Nuovo Centrodestra guidato da Angelino Alfano dimettendosi da Capogruppo PdL all'Europarlamento..
Il 20 novembre è eletto capodelegazione del Nuovo Centrodestra all'interno sempre del Partito Popolare Europeo all'Europarlamento..
Nell'aprile 2014 viene candidato alle elezioni europee del 2014, come capolista del Nuovo Centrodestra - Unione di Centro (NCD-UDC) nella circoscrizione Italia insulare (che raccoglie i collegi di Sicilia e Sardegna). Con 56.446 preferenze risulta il primo degli eletti per la lista NCD-UDC ed il primo nella circoscrizione Insulare rappresenta uno dei 3 membri della lista eletto al Parlamento europeo.
Il 7 luglio 2014 viene eletto per acclamazione presidente della Commissione Ambiente, Sanità Pubblica e Sicurezza alimentare il 7 luglio 2014, incarico che ricopre sino al 2017.
Nel 2015, nella medesima commissione ambiente, come relatore principale chiede il ritiro una controversa proposta della Commissione europea in materia di OGM. La plenaria del Parlamento europeo il 28 ottobre 2015 ha confermato la relazione La Via e ha respinto la proposta della Commissione.
A novembre 2017 viene designato come candidato vicepresidente della Regione, in quota AP nella coalizione di centro-sinistra con civico Fabrizio Micari per le elezioni regionali siciliane del 5 novembre, che però vedranno vincitore Nello Musumeci.
L’11 febbraio 2018 lascia AP ed entra in Forza Italia. Successivamente il commissario regionale di Forza Italia in Sicilia Gianfranco Micciché si oppone a una sua candidatura alle elezioni europee del 2019, preferendogli il capogruppo all'Assemblea Regionale Siciliana Giuseppe Milazzo.

### Dopo la politica
Il 20 dicembre 2019 viene nominato direttore generale dell'Università degli Studi di Catania dal Consiglio di amministrazione dell'Ateneo siciliano.